# Рёдзиро Фукухара
Рёдзиро Фукухара (яп. 福原 鐐二郎; 1868—1932) — японский юрист, заместитель министра образования, 3-й президент Университета Тохоку, директор школы Гакусюин, директор Императорской академии художеств, член Палаты представителей Японии.

## Биография
Окончил юридический факультет Императорского Токийского университета (1892). Работал в Министерстве связи, работал в правительственной канцелярии и почтовом отделении. Перешёл в Министерство внутренних дел (1893), где занимал должность советника Министерства внутренних дел, советника префектуры Нара, департамента полиции префектуры Нара, департамента полиции префектуры Тоттори.
В марте 1897 года он перешел в Министерство образования и стал советником. Был отправлен министерством образования (1899) в Европу для изучения административного права в сфере образования. Вернулся в Японию (1901) на должность секретаря Министерства образования и до ухода в отставку (1916) дослужился до должности заместителя министра образования.
После выхода на пенсию был избран членом Палаты представителей Японии (1916) и оставался в этом органе власти до своей смерти. 3-й президент Императорского университета Тохоку (1917—1919). Директор школы Гакусюин (1922—1929). Директор Императорской Академии художеств (1924—1931).

### Награды
- 1910 — Орден Священного сокровища 3-й степени
- 1916 — Орден Священного сокровища 2-й степени
- 1916 — Орден Восходящего солнца 2-й степени[3]
- 1931 — Орден Восходящего солнца 1-й степени[4]